# Anaspis silvatica
Anaspis silvatica là một loài bọ cánh cứng trong họ Scraptiidae. Loài này được Gabriel miêu tả khoa học năm 1916.